# デーヴィッド・プレイン
デーヴィッド・プレイン（David Prain M.D.、1857年7月11日 - 1944年3月16日）は、スコットランドの医師、植物学者である。インドで働いた。

## 生涯
スコットランドのフェッターケアンの馬具商の家に生まれた。アバディーン大学を卒業し、2年ほど教師をした後、エディンバラ大学に進学し、1883年にM.Dを取得した。1882年からエディンバラ医学校（College of Surgeons of Edinburgh）、1883年からアバディーン大学の解剖学のデモンストレータを務めた。カルカッタ植物園園長のジョージ・キングからインド医療サービスで働く植物学に興味のある医師として推薦され、医療サービスに加わった。
1887年にカルカッタ標本館の学芸員に任命され、1898年に、王立カルカッタ植物園園長になり、インドの植物調査局の局長も務め、ベンガル州のキナ栽培を監督した。1905年までその仕事を続けた。1898年から1905年まで、カルカッタ医科大学の植物学の教授も務めた。1905年に彼は王立植物園（キュー・ガーデン）の園長になった。
1905年に王立協会のフェローに選ばれ、1907年にウプサラ大学の名誉博士号を受け、1912年にスウェーデン王立科学アカデミーの会員に選ばれた。1912年にナイトに叙された。1916年から1919年の間ロンドン・リンネ協会の会長を務めた。1925年にアルバート・メダルを受賞、1935年にリンネ・メダルを受賞した。
クワ科の属、Prainea属に献名された。

## 著作
- Bengal Plants, 1903